# タドゥサック

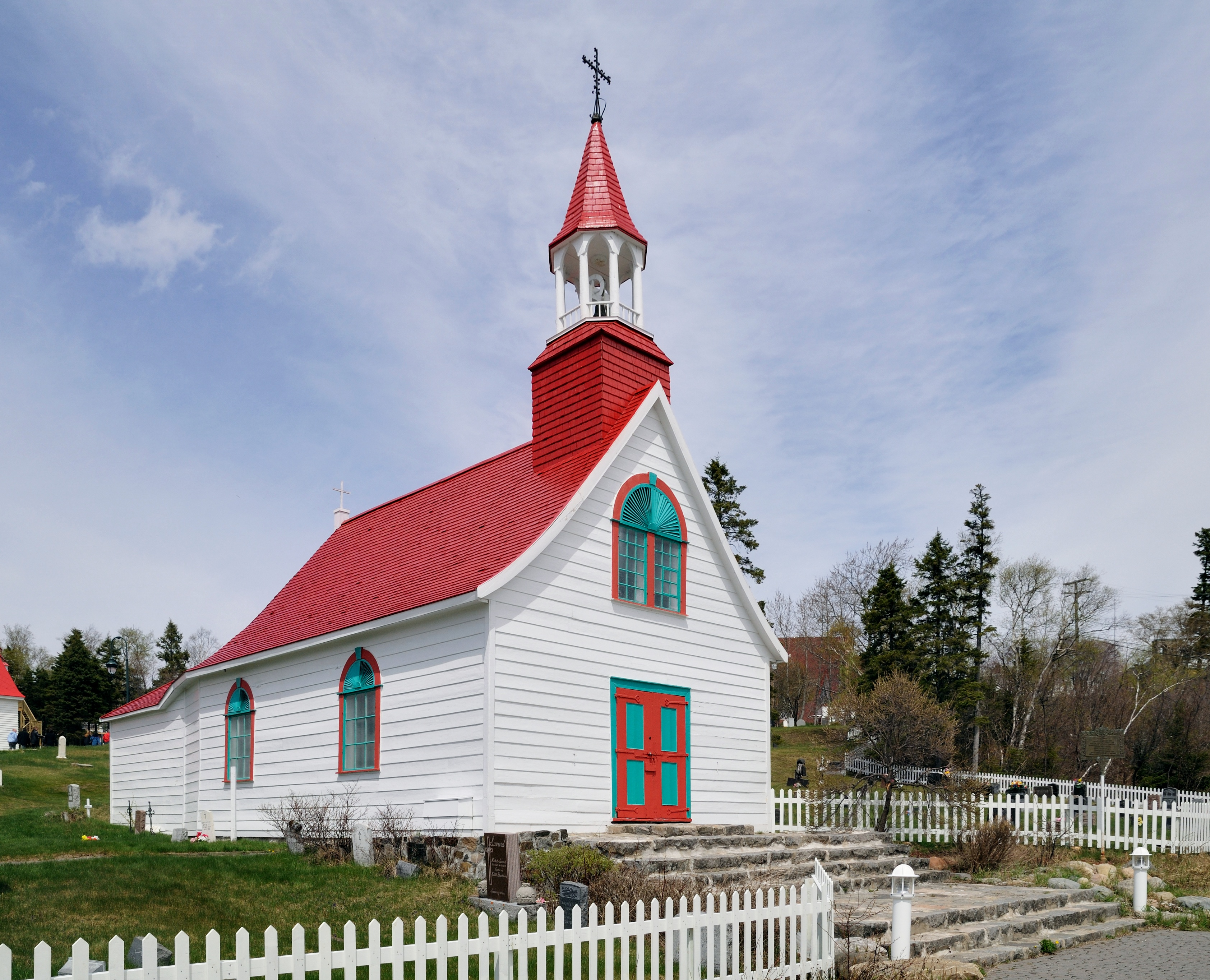

タドゥサック（仏：Tadoussac）は、ケベック州のセントローレンス川とサグネ川が合流する地点に位置する。ヌーベルフランス（現：ケベック州）とフランス本国との貿易が行われた最初の拠点である。村から最も近い大きな都市圏は西へ100kmほど行ったところにあるサグネである。

## 歴史

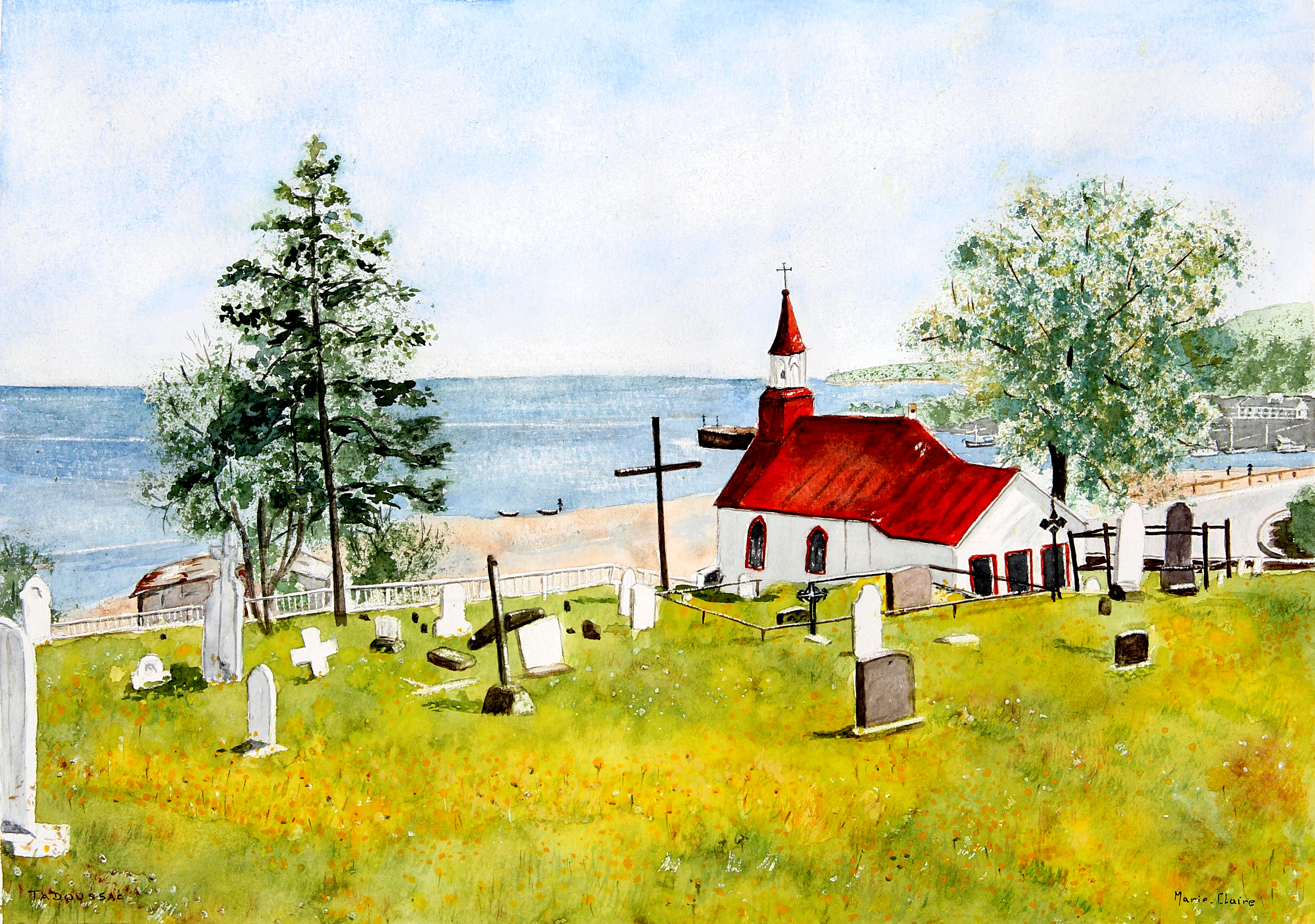
The old chapel and its cemetery on the banks of the Saint-Laurent.

町は1600年にピエール・ショバン（Pierre Chauvin）によって開かれた。彼はその年に迎えた初めての冬で、16人中彼を含めた5人のみしか生き残ることができなかった。また、セントローレンス川の港としてはわずか30年しか機能しなかった。
昔、沖のタドゥサック湾は捕鯨の中心地であった。19世紀には観光客が村に訪れるようになり、1864年からあるタドゥサック・ホテルの大きな建物が今もランドマーク的存在として残っている。現在のタドゥサック村はサグネ川の河口にあたる最初の入植地からさほど離れていない場所にある。

## 観光
多くの観光客はホエールウォッチングや、美しい景観を持つサグネ・フィヨルドを見に訪れることで知られている。
- 海洋（哺乳類）観察センター（Centre d'interprétation des mammifères marins、CIMM）
- ショバン交易所（Poste de traite Chauvin）
- インディアン教会（Petite Chapelle de Tadoussac）

## 鯨の種類
ホエールウォッチングが盛んなこのタドゥサック湾で見られる鯨やアザラシの種類。
- シロイルカ（またはベルーガ。仏：Béluga、英：Beluga（White Whale））
- ミンククジラ（仏：Baleine de Minke（Petit Rorqual）、英：Minke Whale（Lesser Rorqual ））
- ザトウクジラ（仏：Baleine à Bosse、英：Humpback Whale）
- ナガスクジラ（仏：Rorqual Commun、英：Fin Whale）
- シロナガスクジラ（仏：Baleine bleue、英：Blue Whale）
- ハイイロアザラシ（仏：Phoque gris、英：Grey Seal）

## 交通

### 長距離バス
- インターカー（Intercar）：ケベック・シティーからセントローレンス川沿いに路線が走っている。